# 交比
数学上，複平面上四点的交比是
{\displaystyle (z_{1},z_{2};z_{3},z_{4})={\frac {(z_{1}-z_{3})(z_{2}-z_{4})}{(z_{1}-z_{4})(z_{2}-z_{3})}}}。
这个定义可以连续延拓至整个黎曼球面，即複平面加上无穷远点。
一般来说，交比可以定义在射影直线（黎曼球面就是複射影直線）。在任何仿射坐标卡中，交比由上式给出。交比是射影几何的不变量，就是说射影变换保持交比不变。
从前人们注意到如果四条直线穿过一点{\displaystyle P}，第五条直线{\displaystyle L}不穿过{\displaystyle P}，分别与四条直线交于四点，那么在{\displaystyle L}上按序取四点的有向长度，所算出的交比是独立于{\displaystyle L}。它是这四直线系的不变量。
四个複数的交比为实数当且唯当四点共线或共圆。

## 对称
各著作对交比有不同定义，不过各定义只相异于某些坐标的置换。一般来说，根据点{\displaystyle z_{i}}所给出的各种次序，交比可以取六个不同的值。因为四个坐标有24种排列，有些置换保持交比不变。实际上，任意两对坐标对换保持交比：
{\displaystyle (z_{1},z_{2};z_{3},z_{4})=(z_{2},z_{1};z_{4},z_{3})=(z_{3},z_{4};z_{1},z_{2})=(z_{4},z_{3};z_{2},z_{1})\,}。
运用这些对称，交比就有6个可能值，由点的次序决定：
| {\displaystyle (z_{1},z_{2};z_{3},z_{4})=\lambda \,}                   |  | {\displaystyle (z_{1},z_{2};z_{4},z_{3})={1 \over \lambda }}            |
| {\displaystyle (z_{1},z_{3};z_{4},z_{2})={1 \over {1-\lambda }}}       |  | {\displaystyle (z_{1},z_{3};z_{2},z_{4})=1-\lambda \,}                  |
| {\displaystyle (z_{1},z_{4};z_{3},z_{2})={\lambda \over {\lambda -1}}} |  | {\displaystyle (z_{1},z_{4};z_{2},z_{3})={{\lambda -1} \over \lambda }} |

从群论来说，对称群{\displaystyle S_{4}}以置换坐标来作用于交比上，这群作用的核为克莱因四元群（这是保持交比的群）。那么有效对称群是其商群，同构于{\displaystyle S_{3}}。
对某些{\displaystyle \lambda }值会有更强的对称，交比的可能值就少于六个。这些{\displaystyle \lambda }值对应于{\displaystyle S_{3}}对黎曼球面的作用的不动点（由以上六个函数给出）；等价地，就是在置换群内有非平凡稳定子群的点。
第一个这样的集合是{\displaystyle \{0,1,\infty \}}。但若四点{\displaystyle z_{i}}相异，交比不可能取这些值。这些值是当有一对坐标彼此趋近时的极限值：
{\displaystyle (z,z_{2};z,z_{4})=(z_{1},z;z_{3},z)=0\,}
{\displaystyle (z,z;z_{3},z_{4})=(z_{1},z_{2};z,z)=1\,}
{\displaystyle (z,z_{2};z_{3},z)=(z_{1},z;z,z_{4})=\infty \,}
第二个这样的集点是{\displaystyle \{-1,{\frac {1}{2}},2\}}。这情况古典上称为「谐和交比」。最对称的交比是当{\displaystyle \lambda =e^{\pm i\pi /3}}。这时交比只可能是这两个值。

## 从变换出发
交比为黎曼球面的射影变换所保持，也称为莫比乌斯变换：
{\displaystyle f(z)={\frac {az+b}{cz+d}}\;,\quad ad-bc\neq 0}。
所谓它们保持交比就是指
{\displaystyle (f(z_{1}),f(z_{2});f(z_{3}),f(z_{4}))=(z_{1},z_{2};z_{3},z_{4})\,}。
作用于黎曼球面上的麦比乌斯变换群有一性质：任意3点集要映射到另外的3点集，都存在唯一的麦比乌斯变换。（这个群作用有3重传递性。）所以给出黎曼球面上4点，有唯一变换把其中3点映射到点0，1，和∞。第四点映射到的点，与原来四点的交比有关。
要看到这点，注意到
{\displaystyle (z,1;0,\infty )=\lim _{w\to \infty }{\frac {z(1-w)}{z-w}}=z\,}。
所以给出四点 {\displaystyle (z_{1},z_{2};z_{3},z_{4})}可以找到唯一变换f作映射
{\displaystyle z_{2}\to 1,\;z_{3}\to 0,\;z_{4}\to \infty }。
点{\displaystyle z_{1}}就被映射到{\displaystyle (z_{1},z_{2};z_{3},z_{4})=f(z_{1})}。换个角度看，若把交比看为{\displaystyle z_{1}}的函数，交比是唯一的变换把点{\displaystyle (z_{2},z_{3},z_{4})}映射到{\displaystyle (1,0,\infty )}。

## 高等观点
若四点走近，这理论便有了微分学的一面，从而引领至施瓦茨导数理论，还有更一般的射影联络理论。这些理论被应用在共形场论。